# 蘇庫爾
28°05′02″N 68°43′47″E / 28.08389°N 68.72972°E
蘇庫爾（烏爾都語：‎；信德語：‎）是位於巴基斯坦信德省印度河下游西岸的一個城市。蘇庫爾又暱稱為「درياءَ ڏنو」，意指為河的禮物，若沒有了印度河，這城市便只會是一片沙漠。蘇庫爾面積有5 165平方公里，分新、舊兩城，2007年時人口為1 808 740人。該市的蘇庫爾水閘是印度河上最大的水閘。

## 參考

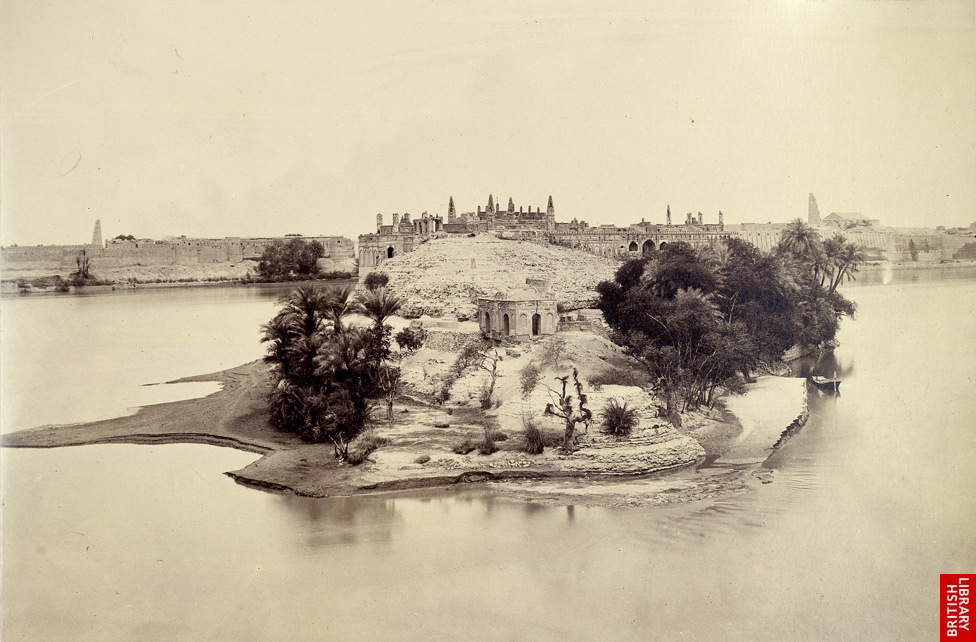
位於印度河西岸的蘇庫爾。